# Катаплексія
Катаплексія (англ. cataplexy) — це раптовий і короткочасний епізод м'язової слабкості, що супроводжується активною свідомістю, зазвичай викликаний такими емоціями, як сміх, плач або жах. Катаплексія вражає приблизно 70% людей, які страждають на нарколепсію, і спричинена аутоімунним руйнуванням нейронів гіпоталамуса, які виробляють нейропептид гіпокретин (також званий орексин), який регулює збудження та відіграє роль у стабілізації переходу між станом притомності та сну. Катаплексія без нарколепсії зустрічається рідко, та з невідомих причин.
Термін катаплексія походить від грецького κατά (kata, що означає «вниз») і πλῆξις (plēxis, що означає «удар»), вперше він був використаний приблизно у 1880 році у німецькій фізіологічній літературі для опису явища тонічної нерухомості, також відомого як «гра в опосума» (посилання на поведінку опосума, який вдає смерть, коли йому загрожують). У тому ж році французький нейропсихіатр Жан-Батист Геліно ввів термін «нарколепсія» та опублікував кілька клінічних звітів, які містять подробиці про двох пацієнтів, які мають подібний стан, як і нарколептичні випадки у наш час. Проте, за його словами, початок захворювання був у дорослому віці порівняно з сучасними випадками, про які повідомляють у дитинстві та підлітковому віці. Навіть якщо він віддав перевагу терміну «астазія» замість «катаплексія», описаний ним випадок залишився знаковим для повного нарколептичного синдрому.

## Ознаки та симптоми
Катаплексія проявляється як м'язова слабкість, яка може варіюватися: від ледь помітного ослаблення лицьових м'язів, до повного паралічу м'язів із постуральним колапсом. Напади короткочасні, більшість з них тривають від кількох секунд до кількох хвилин і зазвичай передбачають опущення щелепи, слабкість у шиї та/або викривлення колін. Навіть у разі повного колапсу людям зазвичай вдається уникнути травми, оскільки вони вчаться помічати наближення катаплектичного нападу, а падіння зазвичай повільне та поступове. Мова може стати невиразною, а зір може бути порушеним (двоїння в очах, нездатність зосередитися), але слух і усвідомлення залишаються нормальними.
Припадки катаплексії проходять самостійно і без необхідності медичного втручання. Якщо людина зручно лежить, вона може перейти в сонливість, гіпнагогічні галюцинації або період швидкого сну. Хоча катаплексія посилюється при втомі, вона відрізняється від нападів нарколептичного сну і зазвичай, але не завжди, викликається сильними емоційними реакціями, такими як: сміх, гнів, подив, побожність та збентеження; або раптовим фізичним зусиллям, особливо якщо людину застали зненацька. Одним із відомих прикладів цього була реакція олімпійського призера 1968 року зі стрибків у довжину Боба Бімона, коли він дізнався, що він побив попередній світовий рекорд більш ніж на 0,5 метра (майже 2 фути). Катаплектичні напади можуть іноді виникати спонтанно, без емоційного тригера, який можна було б ідентифікувати.

## Механізм

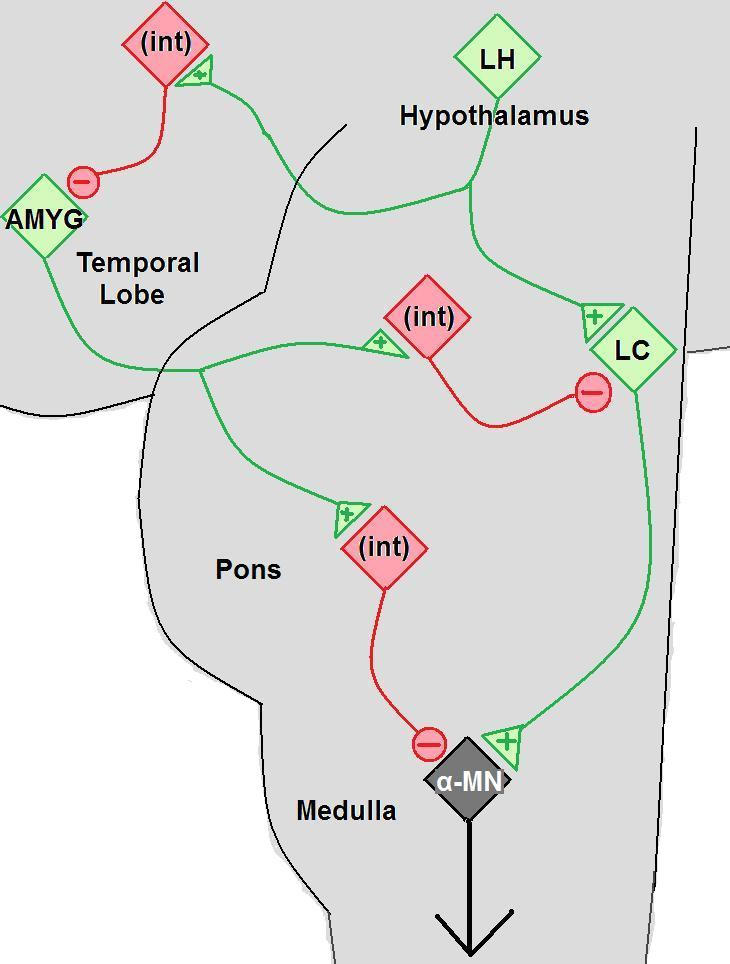
У цій спрощеній мозковій схемі пошкодження орексин-секретуючих нейронів у гіпоталамусі може призвести до гальмування рухових нейронів, таким чином знижуючи м’язовий тонус.

Катаплексія вважається вторинною, якщо вона пов'язана зі специфічними ураженнями у мозку, які викликають виснаження нейромедіатора гіпокретину. Вторинна катаплексія пов'язана зі специфічними ураженнями, розташованими переважно в латеральному та задньому гіпоталамусі. Катаплексія внаслідок ураження стовбура головного мозку є рідкістю, особливо коли спостерігається ізольовано. Ураження включають пухлини головного мозку або стовбура мозку та артеріо-венозні мальформації. Деякі з пухлин включають астроцитому, гліобластому, гліому та субепендіному. Ці ураження можна візуалізувати за допомогою візуалізації мозку, однак на ранніх стадіях їх можна пропустити. Инші стани, при яких можна побачити катаплексію, включають ішемічні події, розсіяний склероз, травми голови, паранеопластичні синдроми та інфекції, такі як енцефаліт. Катаплексія також може виникати тимчасово або постійно внаслідок ураження гіпоталамуса, спричиненого хірургічним втручанням, особливо при важкій резекції пухлини. Ці ураження або генералізовані процеси порушують гіпокретинові нейрони та їхні шляхи. Неврологічний процес, що стоїть за ураженням, порушує шляхи, що контролюють нормальне гальмування падіння м'язового тонусу, що як наслідок призводить до атонії м'язів.

## Діагностика
Діагностика нарколепсії та катаплексії зазвичай проходить за симптомами. Поява тетради симптомів (надмірна денна сонливість, сонний параліч, гіпнагогічні галюцинації та симптоми катаплексії) є переконливим доказом діагнозу нарколепсії. Багаторазовий тест на латентність сну часто проводиться для кількісної оцінки денної сонливості.

## Дослідження
На разі, проводяться дослідження генної терапії гіпокретину та трансплантації клітин гіпокретину для лікування нарколепсії-катаплексії.